# Cristóvão de Figueiredo
Cristóvão de Figueiredo (d. c. 1540  ) a fost un pictor renascentist portughez . 
La fel ca mulți alți pictori importanți din acea perioadă, Cristóvão de Figueiredo a fost elev al lui Jorge Afonso , la Lisabona, la începutul secolului al XVI-lea.  Ulterior, a lucrat împreună cu Francisco Henriques , Garcia Fernandes și Gregorio Lopes, la realizarea diferitelor altare din Lisabona. 
Între 1522 și 1533, Cristóvão de Figueiredo a lucrat la Mănăstirea Santa Cruz din Coimbra și, în 1533, s-a alăturat din nou lui Garcia Fernandes și lui Gregorio Lopes în a realiza picturi de altar pentru mănăstirea Ferreirim , lângă Lamego . 
Multe dintre picturile sale sunt acum în Muzeul Național de Artă Antică (Lisabona) și Muzeul Machado de Castro (Coimbra). 

## Lucrări

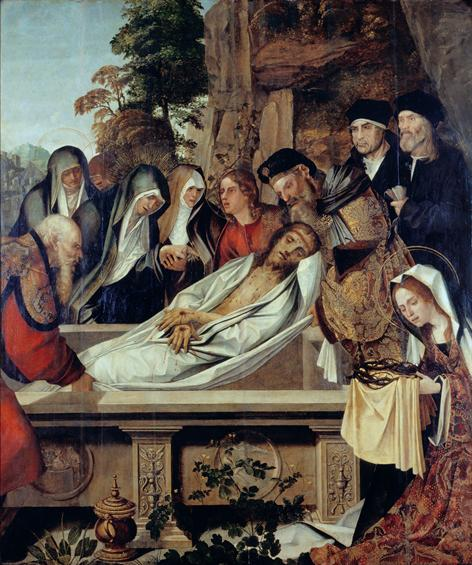
"Deposição no Túmulo" - Muzeul Național de Artă Antică
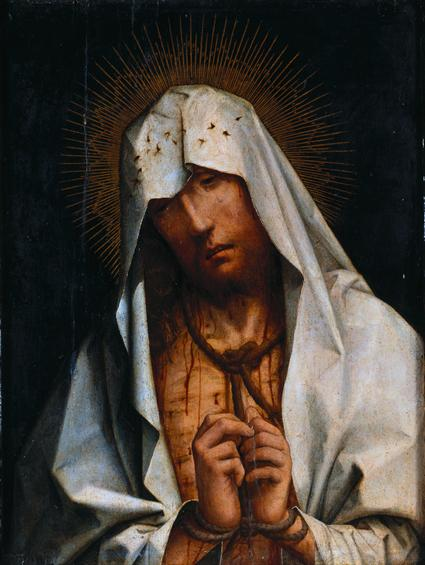
"Ecce Homo" - Muzeul Național de Artă Antică
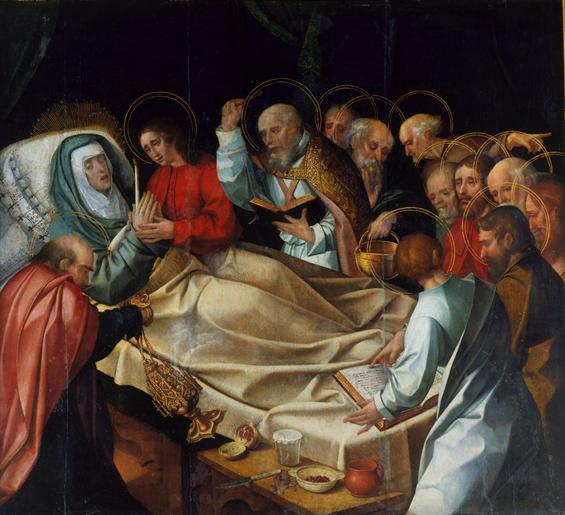
"Trânsito da virgem" - Muzeul Național de Artă Antică
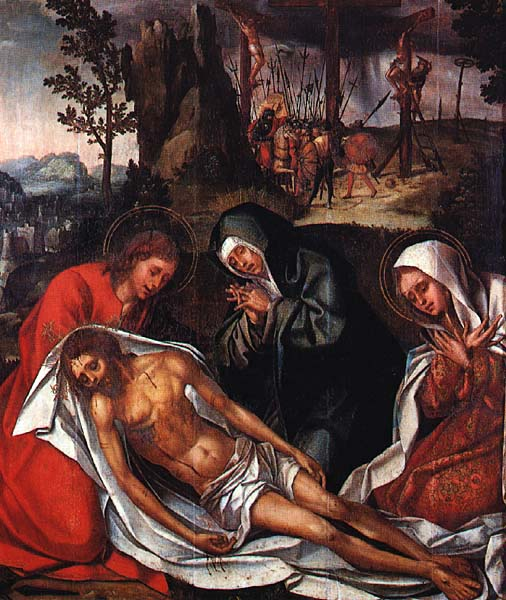
"Cristo deposto da cruz" - Patriarcado de Lisboa
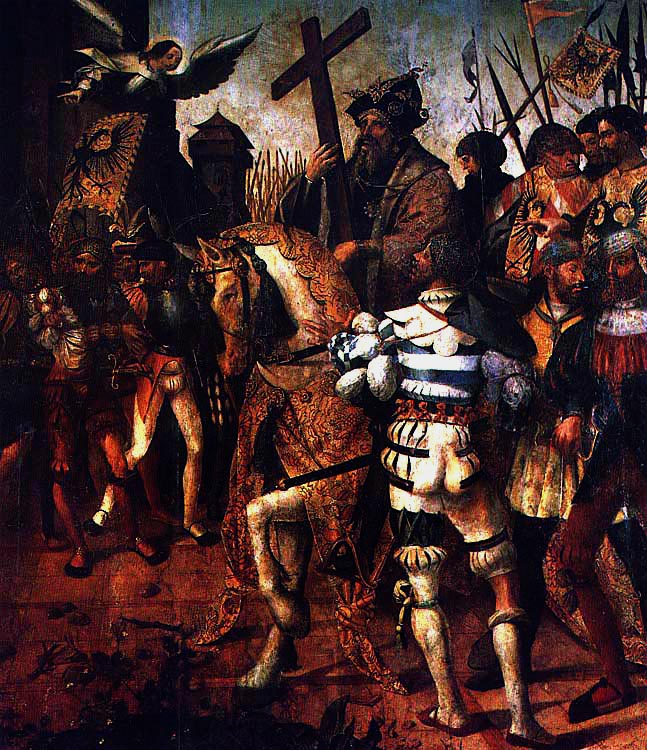
Exaltação da Santa Cruz - Muzeul Național de Machado de Castro
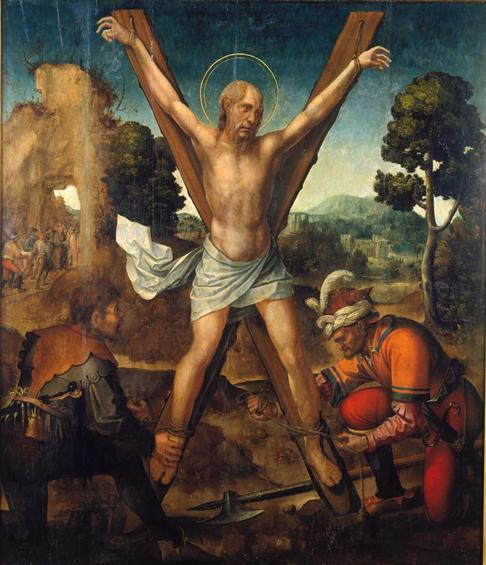
"Martírio de Santo André" - Muzeul Național de Artă Antică
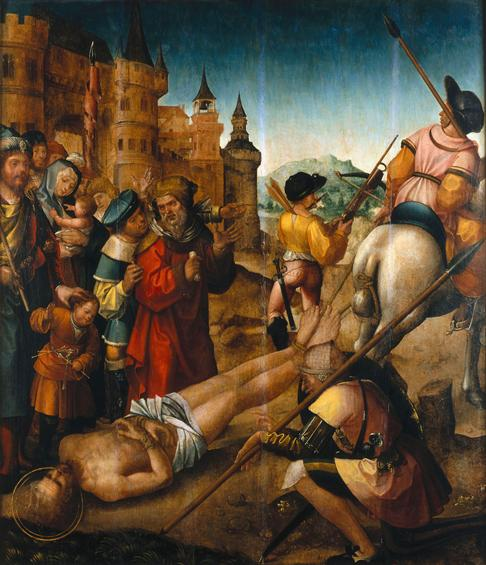
"Martírio de Santo Hipólito" - Muzeul Național de Artă Antică
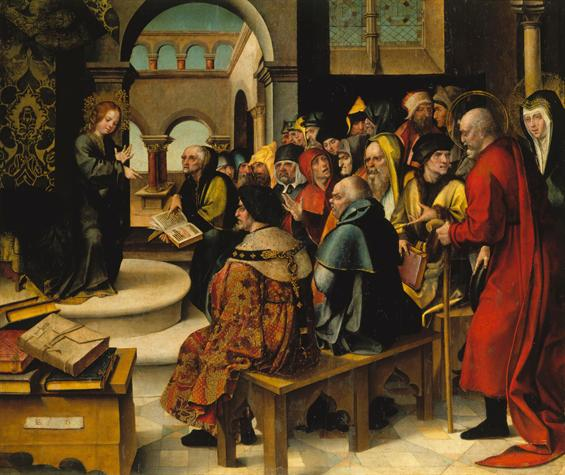
"Menino Jesus entre os Doutores" - Muzeul Național de Artă Antică
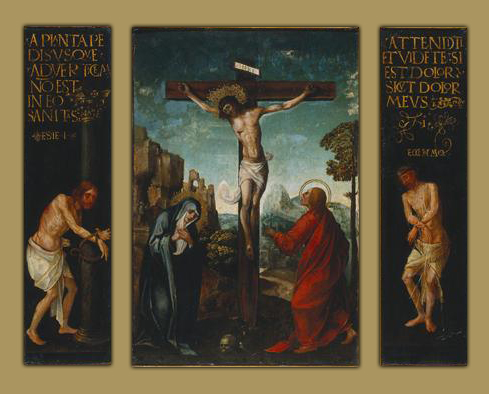
"Tríptico da Paixão de Cristo" - Muzeul Național de Artă Antică
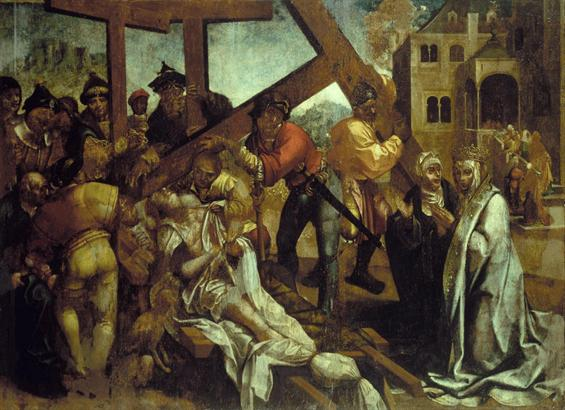
"Milagre da Ressurreição do Mancebo" - Muzeul Național Machado de Castro
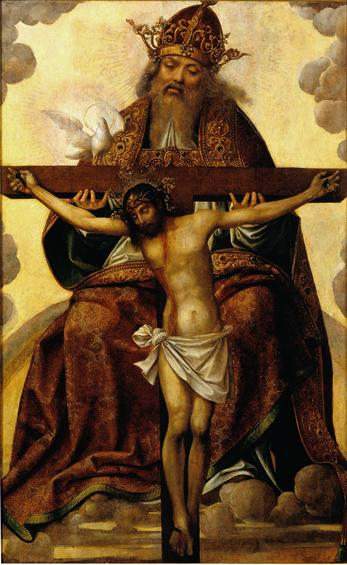
"Santíssima Trindade" - Muzeul Național Soares dos Reis